# Gizycki (Adelsgeschlecht)

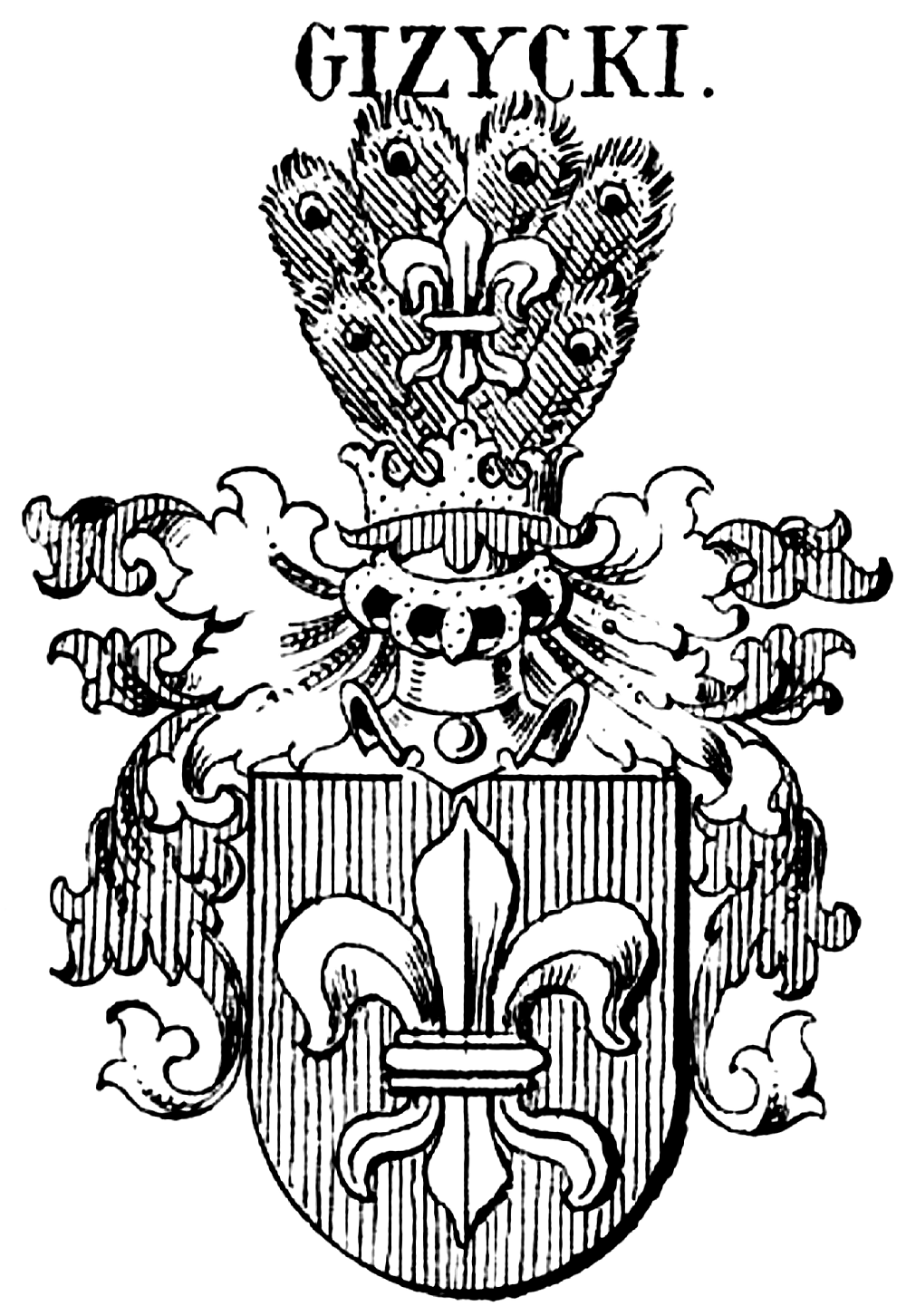
Wappen derer von Gizycki in Siebmachers Wappenbüchern

Wappen Gozdawa

Gizycki ist der Name eines preußischen Adelsgeschlechts.

## Geschichte
Das preußische Geschlecht Gizycki ist eine Linie des polnischen Adelsgeschlechts Giżycki aus der Woiwodschaft Płock, wo es zahlreiche namhafte Glieder hervorbrachte und sich ebenfalls nach Galizien verzweigte, wo 1782 und 1838 sechs Angehörige in die Adelsmatrikel eingetragen wurden.
Die Stammreihe der preußischen Familie beginnt um 1700 mit dem köllmischen Besitzer in Zabielnen, dann Duttken. Unter seinen Söhnen teilte sich die Familie in zwei Linien. Für des zuvorgenannten Enkel aus der ersten Linie, den preußischen Justiz- und Kommerzienrat in Posen, Christoph Andreas von Gizycki (1762–1832), erging am 6. Oktober 1820 in Berlin eine preußische Adelsanerkennung. Am 17. August 1896 erfuhr der preußische Regierungsrat beim Oberpräsidium in Breslau Artur von Gizycki (1852–1919) aus der zweiten Linie zu Schloss Wilhelmshöhe eine Hebung in den preußischen Adelstand. Wiederum aus der ersten Linie jedoch erneut zu Schloss Wilhelmshöhe erging am 13. August 1912 eine weitere Hebung in den preußischen Adelstand für die Brüder Artur von Gizycki (* 1863) preußischer Medizinrat und Kreisarzt, Walter von Gizycki (* 1867) Apotheker, Albert von Gizycki (* 1868) preußischer Gewerberat und Oberleutnant der Landwehr-Infanterie, sowie deren Vettern, die Brüder Ernst von Gizycki (* 1871) preußischer Regierungsrat in Oppeln und Leutnant der Landwehr-Infanterie a. D. und Richard von Gizycki (1883–1914) preußischer Gerichtsassessor und Leutnant der Reserve des Infanterie-Regiments Nr. 44.

## Angehörige
- Adolf von Gizycki (1834–1891), deutscher Maschinenbauingenieur und Rektor der RWTH Aachen
- Georg von Gizycki (1851–1895), deutscher Philosoph und Nationalökonom
- Renate von Gizycki (geb. Cronjaeger; * 1928), deutsche Ethnologin, Südseeforscherin, Autorin, Lyrikerin und Übersetzerin
- Horst von Gizycki (1930–2009), deutscher Kunst- und Sozialpsychologe
- Thomas von Gizycki (* 1963), deutscher Politiker (Bündnis 90/Die Grünen)

## Wappen
Die Gizycki führen das Wappen Gozdawa. In Rot eine silberne Lilie. Auf dem gekrönten Helm mit rot-silbernen Decken die Lilie vor einem natürlichen Pfauenwedel.